# Margit Strömmerstedt
Margit Jonsson, känd under tidigare namnet Margit Strömmerstedt, ogift Holke, född 5 april 1912 i Katarina församling, Stockholm, död 7 november 1966 i Lidingö, var en svensk journalist och redaktör.
Margit Strömmerstedt var dotter till åkeriägaren Gustaf (Johansson) Holke och Hanna, ogift Fransson. Strömmerstedt var elev vid Lychouska skolan i Stockholm 1922–1928 följt av Södermalms högre läroanstalt för flickor i Stockholm 1928–1932 där hon tog studentexamen 1932. Hon studerade vid Stockholms högskola 1932–1933 och blev samma år medarbetare i Blekinge Läns Tidning. Hon skrev under signaturen Git. År 1934 blev hon medlem i Publicistklubben. Strömmerstedt var sedan verksam vid olika tidningar, bland annat som redaktör och ansvarig utgivare för tidskriften Hela världen – hennes bästa tidning 1945–1946, huvudredaktör och ansvarig utgivare för tidskriften Husmodern 1951–1955 samt på 1960-talet vid Svenska Kyrkans tidskrift Vår kyrka.
Hon var 1939–1950 gift med journalisten Hardy Strömmerstedt (1895–1966) och 1957–1963 med pälshandlaren Karl Sven Erik Jonson (1923–2003). Hon var mor till skådespelaren Monica Strömmerstedt (1939–2011).